# Бенковски (област Стара Загора)
Вижте пояснителната страница за други значения на Бенковски.
Бенкòвски е село в Южна България, община Стара Загора, област Стара Загора.

## География
Село Бенковски се намира на около 21 km източно от областния и общински център Стара Загора и 13 km югозападно от град Нова Загора. Разположено е в Старозагорското поле на Горнотракийската низина. Западно от селото тече на юг Ореховска река, ляв приток на река Кумруджа. Надморската височина в центъра на селото е около 132 m, теренът е почти абсолютно равен. Климатът е преходно-континентален.
Общински път на северозапад води до връзка в село Хан Аспарухово с третокласния републикански път III-5701, свързан на север при село Подслон с второкласния републикански път II-66 (на запад към Стара Загора, а на изток към Нова Загора). На около километър южно от селото минава автомагистрала „Тракия“, с която то няма пряка връзка.
На около 5 km от селото се намира спирка „Хан Аспарухово“ на железопътната линия Пловдив – Бургас.
Землището на село Бенковски граничи със землищата на: село Хан Аспарухово на северозапад; село Събрано на североизток и изток; село Любенец на югоизток; село Даскал-Атанасово на юг; село Пшеничево на югозапад; село Горно Ботево на запад.
Етническият състав на населението на село Бенковски по численост и дял на етническите групи според преброяването през 2011 г. е:
| Етнически групи     | Численост | Дял (в %) |
| Общо                | 120       | 100       |
| Българи             | 112       | 93,33     |
| Турци               | ...       | ...       |
| Цигани              | 6         | 5         |
| Други               | ...       | ...       |
| Не се самоопределят | ...       | ...       |
| Не отговорили       | 0         | 0         |

Числеността на населението на село Бенковски по данните от преброяванията от 1934 г. насам се променя както следва:
| \| Година на преброяване \| Численост \| \| --------------------- \| --------- \| \| 1934 \| 635 \| \| 1946 \| 681 \| \| 1956 \| 620 \| \| 1965 \| 461 \| \| 1975 \| 386 \| \| 1985 \| 291 \| \| 1992 \| 245 \| \| 2001 \| 212 \| \| 2011 \| 120 \| \| 2021 \| 111 \| |           |
| Година на преброяване | Численост |
| 1934 | 635       |
| 1946 | 681       |
| 1956 | 620       |
| 1965 | 461       |
| 1975 | 386       |
| 1985 | 291       |
| 1992 | 245       |
| 2001 | 212       |
| 2011 | 120       |
| 2021 | 111       |

## История
Първоначалното заселване на този район е от турско етническо население – през първите векове на османското населяване по българските земи, поради благоприятния климат и равнинен терен. Впоследствие от съседните села са се преселили и български фамилии, които са работили като налбанти, железари, ковачи, а и аргати (ратаи).
След Руско-турската война 1877 – 1878 г. по Берлинския договор 1878 г. селото – тогава с име Дуваджизлии, остава в Източна Румелия; присъединено е към България след Съединението 1885 г. Село Дуваджизлии е преименувано на Бенковски през 1906 г.
Училище (начално) в село Дуваджизлии (Бенковски) е създадено през 1888 г. с наименование „Кирил и Методий“. Пръв учител е Марко Турлаков. През 1893 г. училището приема името „Христо Ботев“. През 1937 г. е завършен строежът на нова училищна сграда, а името отново става „Кирил и Методий“. Последната съхранена архивна документация на училището е от 1970 г.
Читалище „Пробуда“ в село Бенковски е създадено през 1928 г. През 2009 г. на законово основание към наименованието му „Пробуда“ е добавена годината на неговото първоначално създаване и то става „Пробуда – 1928 год.“.
Трудово кооперативно земеделско стопанство (ТКЗС) е образувано в село Бенковски през 1948 г. В основната му дейност първоначално е застъпено зърнопроизводството, животновъдството и отчасти зеленчукопроизводството. Самостоятелната му дейност продължава до началото на 1958 г., когато се обединява със стопанствата на селата Стамово, Пшеничево и Плоска могила в състава на Обединено трудово кооперативно земеделско стопанство (ОТКЗС) село Стамово.

## Обществени институции
Изпълнителната власт в село Бенковски към 2025 г. се упражнява от кметски наместник.
В село Бенковски към 2025 г. има:
- действащо читалище „Пробуда - 1928 год.“;[17]
- пенсионерски клуб.[18]

Пощенската станция в село Хан Аспарухово обслужва и населението на село Бенковски.

## Редовни събития
Празник на селото е Великден и се отбелязва с празнично хоро на мегдана.

## Личности
От това село са родом музикантите от оркестър „Славяни“ – Стара Загора: кавалджията Марко Марков, барабаниста Евгени Марков и народната певица Симоне Маркова.